# Colt Model 1855 Sidehammer
Colt Model 1855 Sidehammer, також відомий, як Colt Root Revolver на честь розробника Еліша К. Рута (1808–1865), був кишеньковим капсульним револьвером одиночної дії, який використовували під час громадянської війни в США. Револьвер випускала Colt's Patent Fire Arms Manufacturing Company у двох калібрах: .28 та .31.

## Калібри та варіанти
Було випущено лише одну запатентовану модель з обертовим механізмом. Доступними калібрами були .28 та .31. Виробництво револьвера було розпочато в 1855 і тривало до 1870. Через свою складність і амбіційний дизайн, револьвер Sidehammer так і не став популярною зброєю.

### Серійні моделі
Виробництво було розпочато в 1855 з Моделі 1, за якою з'явилася Модель 1A, а потім Модель 2 починаючи з номера "1" до номера "25,000" у 1860. Ці моделі мали гравірування зі сценою "Будиночок та Індіанець". Виробництво було продовжено Моделлю 3 яка мала рифлений барабан

### Стволи, барабани

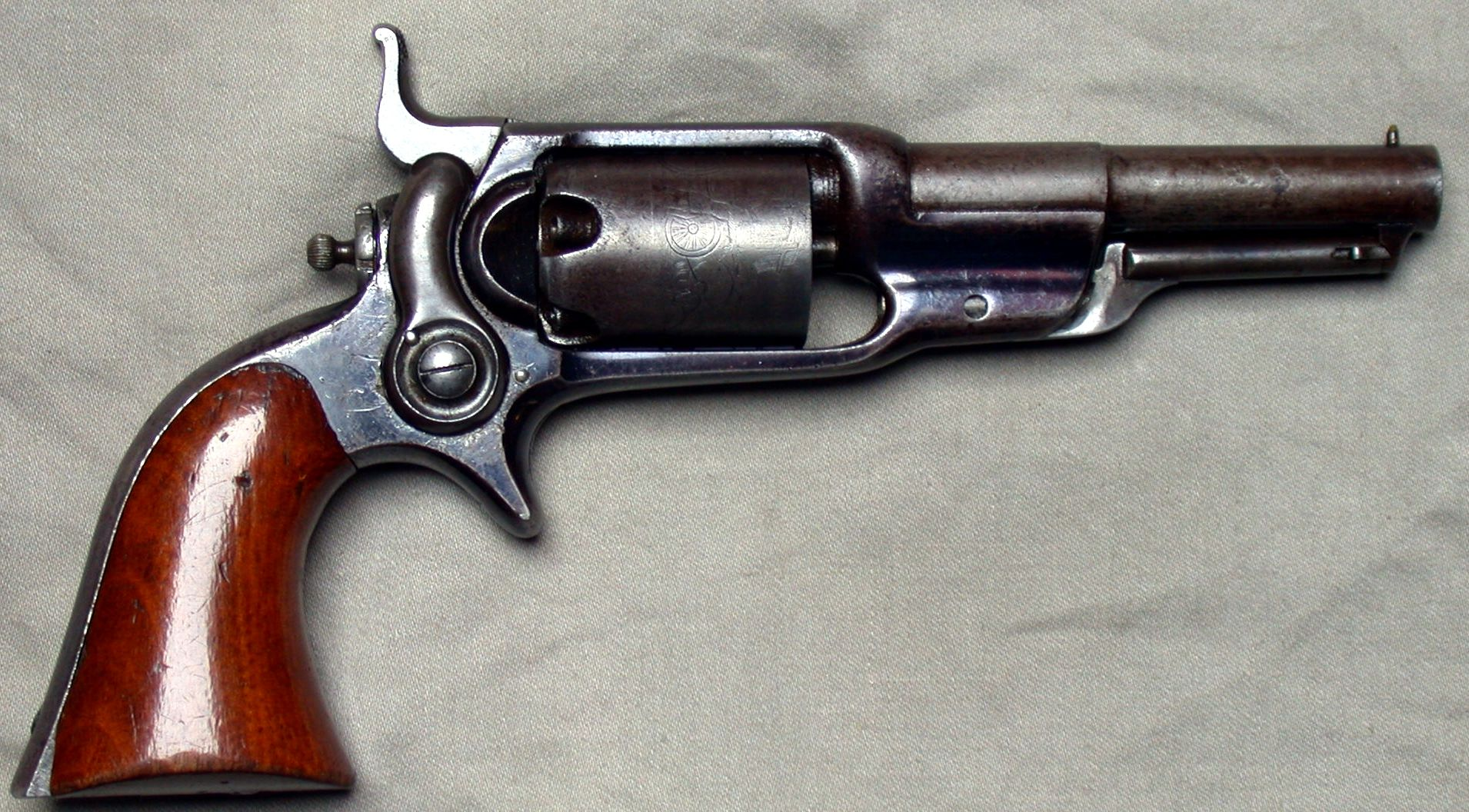
Револьвер Colt Root 1855, Модель 7, cal .31

Стандартна довжина ствола складала 3 1/2 дюйми (4 1/2 дюйми у Моделей 5A, 6A, 7A). Калібри були .28 (Моделі 1 - 3) пізніше .31 (Моделі 3A, 4, 5, 6, 7). Восьмигранні стволи (Моделі 1 - 4). Круглі стволи (Моделі 5 - 7).
Сцену, яку гравірували на перших 25,000 револьверів, створив гравірувальник грошей Вотерман Ормсбі. Це була його четверта та остання розробка для револьверів Кольта. Ширина сцени складала 1 1/16 дюйми, а довжина 3 1/4 дюйми. З однієї сторони було нанесено текст, "COLT'S PATENT No. 14705". сцена зображує піонера, який захищає себе від шістьох індіанців-семенолів маючи пару револьверів, у той час як (можливо) його дружина та дитина рятуються втечею. У верхній частині сцени (край барабана найближчий до стволу) є "тонка хвиляста лінія та крапкова межа".
Моделі 3, 4 та 5 мали ребристий барабан (з зубцями між каморами), що не дало змоги нанести безперервне зображення. Деякі барабани мали декоративне ручне гравірування.
Моделі 6 та 7 круглий барабан, зі сценою "Stagecoach Holdup" від В. Л. Ормсбі.

## Вплив на подальшу зброю Кольта
В 1855 револьвер Sidehammer став першим револьвером Кольта який мав "виткий" важіль заряджання. Цей механізм заряджання використали знову в 1860 у револьверах Colt Army Model 1860, Colt Navy Model 1861 та Colt Police Model 1862.
В 1855 Sidehammer став першим револьвером Кольта з суцільною рамкою і курком у вигляді шпори. Анатомічні характеристики було використано у трьох моделях Кольта Деррінджера, які почали випускати в 1870. Випуск перших двох моделей тривала до 1890, а третю модель випускали до 1912 (в 1950-х роках ці револьвери почали використовувати у вестернах під назвою четверта модель Colt Deringer). Але в Деррінджерах Кольта конструкцію з суцільною рамкою представили в патенті коли компанія Кольта придбала National Arms Company в 1870. Фактично всі моделі Кольта після Sidehammer мали суцільну рамку та курок-шпору, наприклад Colt House (1871) та Colt New Line (1873).
Барабанний механізм використовували в іншій зброї Кольта:
- Спортивна гвинтівка Colt Model 1855 "First Model"
- Спортивна гвинтівка Colt Model 1855 Half Stock
- Спортивна гвинтівка Colt Model 1855 Full Stock
- Військова гвинтівка та нарізний мушкет Colt Model 1855
- Револьверний карабін Colt Model 1855
- Револьверний дробовик Colt Model 1855

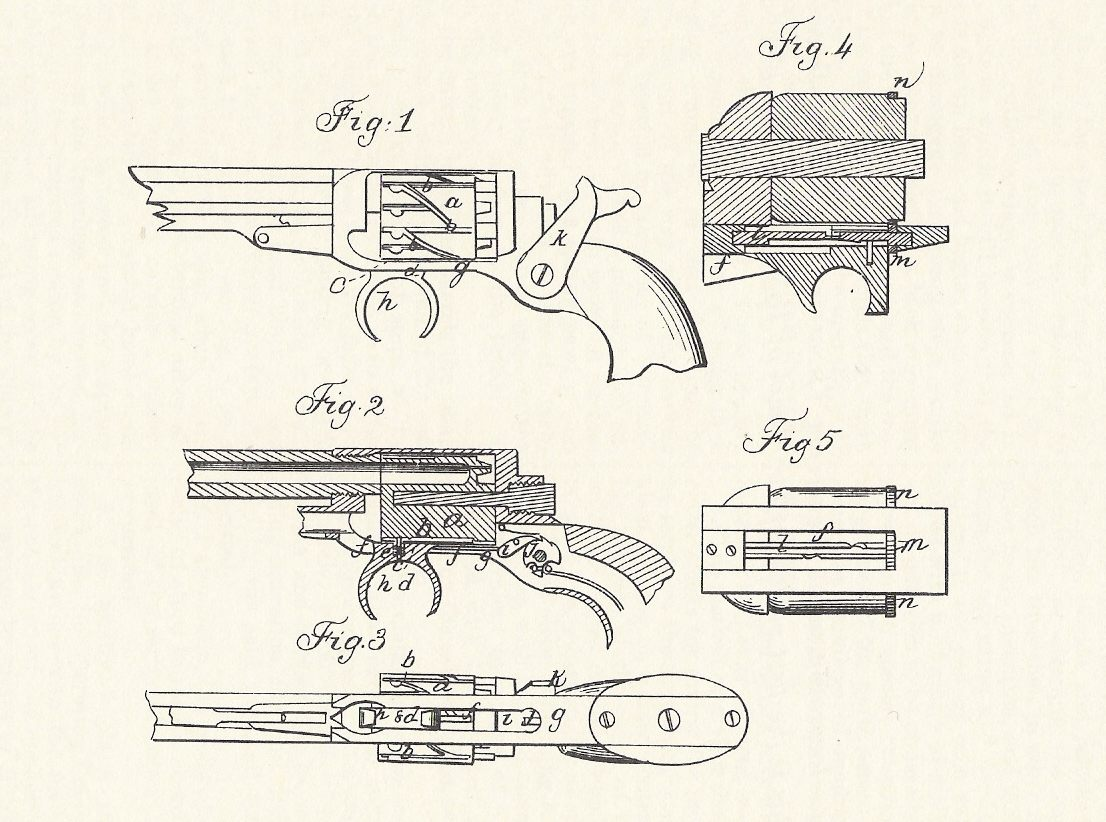
Оригінальний патент 1855, з зигзагоподібним барабаном

## Див.також
- Револьверна гвинтівка Кольта New Model
- Капсульні кишенькові револьвери Кольта